# Veturius schusteri
Veturius schusteri es una especie de coleóptero de la familia Passalidae.

## Distribución geográfica
Habita en Panamá.